# Cofradía del Santo Cristo de la Bienaventuranza
La Cofradía del Santo Cristo de la Bienaventuranza es una hermandad católica de la ciudad de León, España. Fue fundada en 1992 y tiene su sede en la parroquia de San Claudio.

## Historia
Fundada en 1992, al año siguiente comenzó a procesionar el Jueves Santo, rindiendo tributo al Santo Cristo de la parroquia de San Claudio.

## Emblema
El emblema está formado por dos círculos concéntricos dorados, con una cruz dorada en el centro y dos lámparas con llamas rojas, una a cada lado de la cruz. Todo ello se presenta sobre fondo azul celeste. Las dos lámparas que acompañana a la Cruz de Cristo representan el alma de los mártires, mientras que los colores recuerdan una de las reliquias el monasterio de San Claudio, la tela de Almanzor, un tejido musulmán de tonos azules y dorados.

## Indumentaria

Indumentaria

El hábito se compone de túnica negra, con el emblema al lado izquierdo del pecho, y capillo, bocamangas y cíngulo de azul celeste. Se completa con zapatos, calcetines, guantes, corbata y pantalón negro, y camisa blanca. La Junta de Seises sustitute el capillo bajo por un capuchón de terciopelo azul celeste, con el emblema situado en el centro delantero del mismo, y añade una capa de raso, también de azul celeste.

## Actos y procesiones
- Sábado de Pasión: Solemne Viacrucis Procesional
- Jueves Santo: Procesión de las Bienaventuranzas.

## Pasos

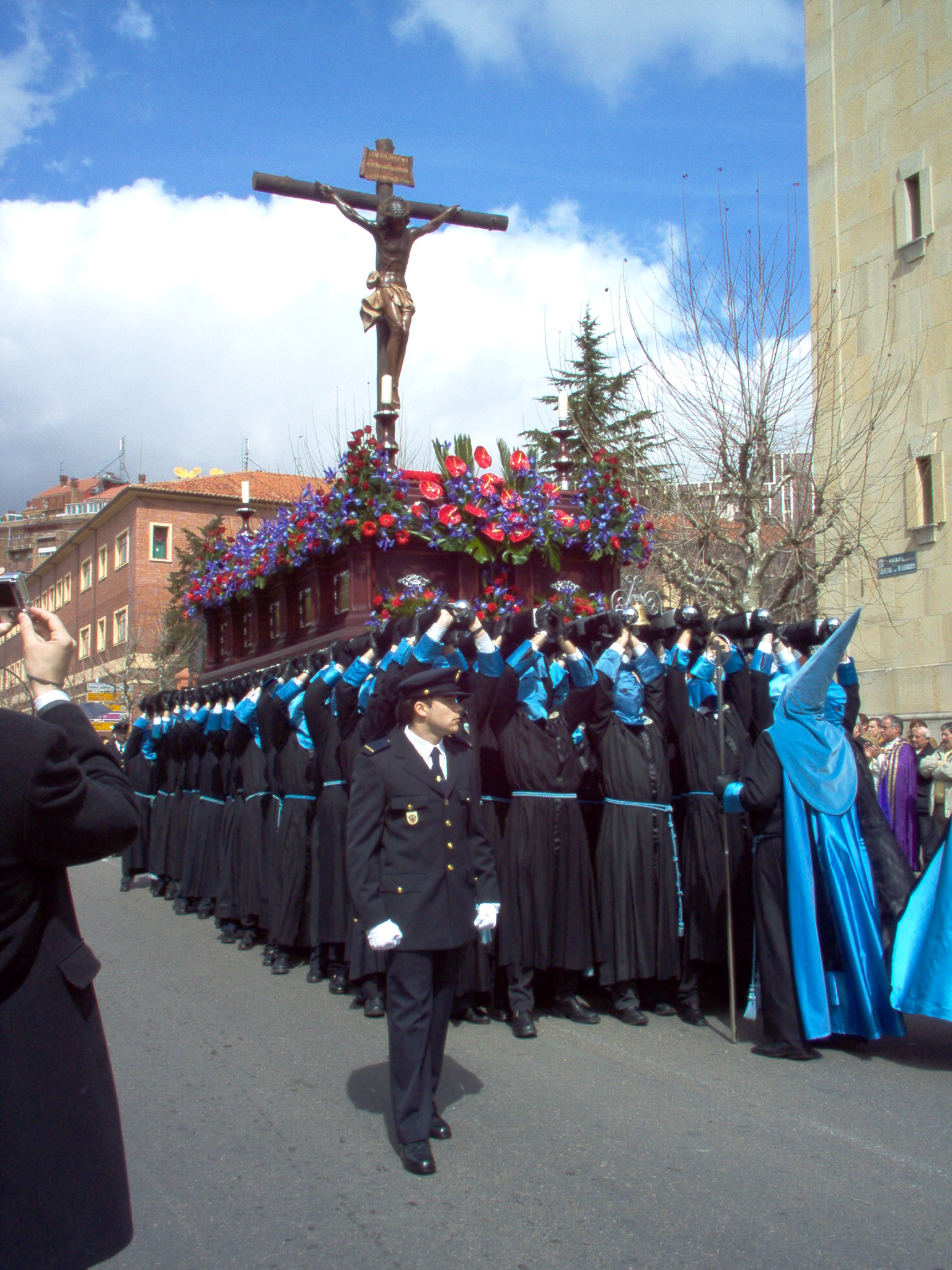
Santo Cristo de la Bienaventuranza

- Santo Cristo de la Bienaventuranza: obra anónima del siglo XX, es pujado por 6-8 braceros en el Viacrucis.
- La Santa Cruz: obra de Ricardo Flecha Barrio de 1998, es pujada por 40 braceros.
- Nuestro Señor Jesús Nazareno: obra realizada por Ana Rey y Ángel Pantoja en 2016, es pujada por 82 braceros.
- Santo Cristo de la Bienaventuranza: copia realizada por José Luis Casanova García en 2004, es pujado por 84 braceros.
- Nuestra Madre de la Piedad: obra de Ricardo Flecha Barrio de 1998, es pujada por 70 braceras.
- María Santísima de la Misericordia: obra realizada por Ana Rey y Ángel Pantoja en 2016, es pujada por 90 braceras.